# Coelho-leão
O Coelho cabeça de leão (em francês:  Lapin nain tête de lion = "Coelho anão cabeça de leão"; em inglês:  Lionhead rabbit = "Coelho cabeça de leão") ou Coelho Leão é uma recente raça de coelho doméstico originária da França e da Bélgica.

  

## Reconhecimento
A raça foi reconhecida pelo British Rabbit Council do Reino Unido em 2002. E mais recentemente, a raça foi reconhecida pela American Rabbit Breeders Association(Associação Americana de Criadores de Coelhos) em 2014.   

## História
A raça surgiu na França e na Bélgica à partir do cruzamento entre duas raças de coelho anões. Embora, não haja certeza sobre quais raças exatas foram utilizadas, especula-se que tenham sido o coelho Swiss Fox e o Netherland Dwarf. Os criadores buscavam desenvolver uma raça anã de pelagem longa, porém ocorreu uma mutação genética que fez com que os coelhos da raça tenham o que lembra uma juba, daí herdando o seu nome.   